# Miriam Odorico
Miriam Adriana Odorico (Buenos Aires; 9 de noviembre de 1961) es una actriz argentina de teatro, cine y televisión.

## Biografía
Cuando tenía nueve años, conoció el Teatro Roma y quedó impresionada por el escenario. A los 14 años comenzó a asistir a clases de teatro en el Instituto Municipal de Teatro de Avellaneda. Desde el 2005 encarna el personaje de Meme en la obra “La omisión de la familia Coleman” dirigida por Claudio Tolcachir, montaje que ha sido representado en América (Bolivia, Uruguay, Chile, Brasil, Perú, Ecuador, Colombia, Estados Unidos y Canadá), Europa (Francia, España, Italia, Irlanda, Bosnia, Alemania, Serbia) y Asia (Shanghái).

## Cine
| Año  | Título                              | Papel          | Director                     |
| ---- | ----------------------------------- | -------------- | ---------------------------- |
| 1992 | El lado oscuro del corazón          | Mujer 1        | Eliseo Subiela               |
| 2006 | The golden door                     |                | Emanuele Crialese            |
| 2007 | El pasado                           | Alicia         | Héctor Babenco               |
| 2010 | Zenitram                            | Madre de Rubén | Luis Barone                  |
| 2015 | Francisco. El Padre Jorge           | Marcela        | Beda Docampo Feijóo          |
| 2015 | Cómo funcionan casi todas las cosas | Nora           | Fernando Salem               |
| 2016 | Kóblic                              | Emilce         | Sebastián Borensztein        |
| 2016 | Permitidos                          | Mamá de Mateo  | Ariel Winograd               |
| 2017 | Mamá se fue de viaje                | Lidia          | Ariel Winograd               |
| 2017 | Mater                               | Mecha          | Pablo D'Alo Abba             |
| 2017 | El fútbol o yo                      | Esther         | Marcos Carnevale             |
| 2020 | La corazonada                       | Carmen         | Alejandro Montiel            |
| 2020 | Algo con una mujer                  | Alicia         | Mariano Turek y Luján Loioco |

## Televisión
| Año         | Título                               | Papel                     | Canal                |
| ----------- | ------------------------------------ | ------------------------- | -------------------- |
| 2013 - 2014 | Farsantes                            | Ariana Celendres          | El Trece             |
| 2015        | El mal menor                         | Silvia "Ep5: Ramiro"      | TV Pública           |
| 2015        | Signos                               | Cecilia Alvárez del Podre | El Trece             |
| 2016        | Los ricos no piden permiso           | Luisa "Cuca" Domínguez    | El Trece             |
| 2017 - 2018 | Las Estrellas                        | Muñeca                    | El Trece             |
| 2018 - 2019 | Mi hermano es un clon                | Amelia Duarte             | El Trece             |
| 2019        | Argentina, tierra de amor y venganza | Ingrid Trauman            | El Trece             |
| 2019        | Atrapa a un ladrón                   | Ersilia Higgins           | Telefe               |
| 2021        | Pequeñas Victorias                   | Susana                    | Telefe / Prime Video |
| 2022        | El encargado                         | Susana                    | Star+                |
| 2024        | La mente del poder                   | Rafaela                   | TNT                  |
| 2025        | Camaleón, el pasado no cambia        | Psicóloga                 | Disney+              |
| 2025        | Menem                                | Juana                     | Prime Video          |

## Teatro
http://www.alternativateatral.com/persona1630-miriam-odorico